# 베이비시터 (드라마)
《베이비시터》는 2016년 3월 14일부터 2016년 3월 22일까지 방영된 KBS 월화 드라마다.

## 줄거리
유복한 집안의 세 아이를 돌보는 보모와 그 집의 남편과 아내에게서 벌어지는 일을 그린 미스터리 스릴러 드라마.

## 등장 인물

### 주요 인물
- 조여정 : 천은주 역
- 김민준 : 유상원 역
- 신윤주 : 장석류 역
- 이승준 : 표영균 역

### 주변 인물
- 김상호 : 조상원 역 (특별출연)
- 이원종 : 상원의 아버지 역 (특별출연)
- 길해연 : 상원의 어머니 역
- 윤지민 : 은별 역

### 그 외 인물
- 김미라 : 가사도우미 역
- 김예랑 : 은주의 친구 역
- 정윤미
- 황은수 : 상원의 대학동창 역
- 정윤민
- 서진욱
- 박미란
- 김성훈
- 리민 : 임태영 역
- 김경룡
- 윤다경
- 박아인
- 김현 : 미영 친구 역
- 홍기준
- 윤기창
- 김도준 : 리포터 역
- 김지성 : 교도대원 역

## 시청률
최저 시청률과 최고 시청률은 시청률 조사회사와 지역별로 시청률에 차이가 있을 수 있습니다.
| 2016년 | 2016년   | 2016년         | 2016년       | 2016년         | 2016년       |
| 회차   | 방송일   | TNmS 시청률    | TNmS 시청률  | AGB 시청률     | AGB 시청률   |
| 회차   | 방송일   | 대한민국(전국) | 서울(수도권) | 대한민국(전국) | 서울(수도권) |
| ------ | -------- | -------------- | ------------ | -------------- | ------------ |
| 제1회  | 3월 14일 | 3.3%           | 3.4%         | 3.1%           | 3.2%         |
| 제2회  | 3월 15일 | 3.4%           | 3.5%         | 3.1%           | 3.3%         |
| 제3회  | 3월 21일 | 3.2%           | 3.3%         | 3.2%           | 3.4%         |
| 제4회  | 3월 22일 | 3.8%           | 4.2%         | 3.5%           | 3.9%         |

## 동시간대 드라마
MBC 월화드라마
- 화려한 유혹 (2015년 10월 5일 ~ 2016년 3월 22일)

SBS 월화드라마
- 육룡이 나르샤 (2015년 10월 5일 ~ 2016년 3월 22일)

## 수상
- 2016년 KBS 연기대상 연작 · 단막극상 조여정